# Ataque de Pokrovsk en enero de 2024
El ataque de Pokrovsk ocurrió el 6 de enero de 2024, alrededor de las 3:00 p. m. hora local, durante la invasión rusa de Ucrania, el ejército ruso lanzó un ataque con misiles S-300 contra un edificio residencial en Pokrovsk, en la parte aun bajo soberanía ucraniana del óblast de Donetsk, como resultado del cual 12 murieron personas, entre ellas 6 niños.

## Bombardeo
La noche del 6 de enero, los rusos bombardearon el sector privado, a consecuencia de lo cual se incendiaron el garaje y los coches. También se registró la huelga en el edificio administrativo. En Rivne, distrito de Pokrovsk, fue destruida una casa privada en la que vivían seis personas.
Ese mismo día, las Fuerzas Armadas de Ucrania atacó la base aérea de Saky en la Crimea ocupada por Rusia.

## Reacciones
El presidente de Ucrania, Volodímir Zelenski, dijo en un mensaje de vídeo: "En estas horas se está llevando a cabo una operación de rescate en Pokrovsk de la región de Donetsk y en la zona de Pokrovsk después del ataque con misiles S-300 (...) se están limpiando los escombros. Hasta este momento se sabe de la muerte de más de diez personas, entre ellas, por desgracia, niños... ¡Mi más sentido pésame a todos los que han perdido a sus familiares!". El jefe de Estado ucraniano enfatizó que "ningún ataque quedará sin consecuencias para Rusia".